# Jerzy II Wsiewołodowicz

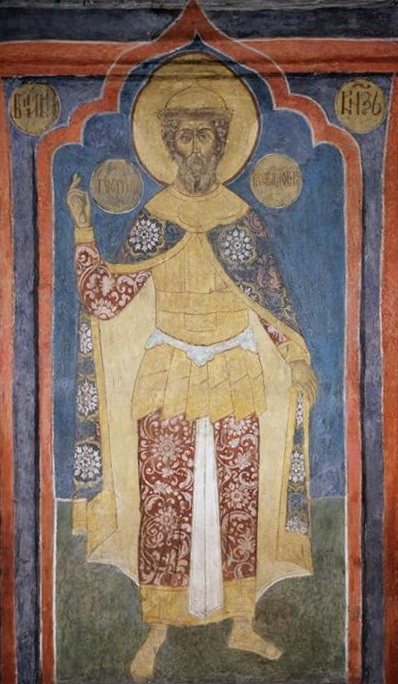
Jerzy II Wsiewołodowicz (Fresk w Soborze Archangielskim)

Jerzy II Wsiewołodowicz, ros. Ю́рий (Гео́ргий) II Все́володович (ur. 26 listopada 1189, zm. 4 marca 1238) – wielki książę włodzimierski z dynastii Rurykowiczów. Syn Wsiewołoda III Wielkie Gniazdo. Święty Rosyjskiego kościoła prawosławnego.

## Hagiografia
Od młodości przejawiał gorliwość w wierze, rygorystycznie przestrzegając przykazania i działając dobroczynnie. Jeszcze będąc młodzieńcem, przyczynił się do rozbudowy włodzimierskiego monasteru Narodzenia Matki Bożej.
W 1212 r. Jerzy został wielkim księciem włodzimierskim. W czasie swych rządów dokładał starań, aby wiara prawosławna umacniała się wśród poddanych, a także docierała do pogan poza granicami księstwa. W tym celu założył miasto Niżny Nowogród, gdzie wzniósł dwie cerkwie oraz monaster Zwiastowania. Gorliwy w głoszeniu chrześcijaństwa książę otrzymał przydomek „Ojca i Pana”.
Podczas najazdu Tatarów na ziemie ruskie Jerzy stanął na czele obrońców księstwa. W 1238 r. Batu-chan pojawił się pod murami Włodzimierza. Zdobył miasto, a większość mieszkańców, w tym rodzinę książęcą, wymordował. 4 marca doszło do decydującego starcia nad rzeką Sitą, w którym wojska ruskie zostały pokonane. Podczas bitwy zginął sam książę. Jego ciało odnalazł na pobojowisku biskup rostowski Cyprian, po czym przewiózł do Rostowa. Rok później przeniesiono je do Włodzimierza. W 1645 r. otwarto książęcy grób, ciało przełożono do srebrnego grobowca i na stałe umieszczono w soborze Zaśnięcia Matki Bożej we Włodzimierzu.
Cerkiew prawosławna wspomina świętego 4 lutego i 23 czerwca (Sobór świętych włodzimierskich) według kalendarza juliańskiego.
W ikonografii Jerzy przedstawiany jest w dwóch odmiennych typach: jako mężczyzna w książęcej zbroi, z koroną na głowie, mieczem (a niekiedy również tarczą) u nogi i wysoko uniesionym krzyżem w dłoni, bądź odziany w książęcy płaszcz z rękoma modlitewnie skierowanymi ku "Chrystusowi w obłoku". Ma zazwyczaj krótką brodę, której kolor różni się zależnie od wyobrażenia, poczynając od blondu, kończąc na brunatnej.

## Rodzina
Poślubił Agafię (Agatę), córkę Wsiewołoda Czeremnego. Miał z nią trzech synów: Wsiewołoda, Mścisława, Włodzimierza i dwie córki: Fiodorę oraz nieznaną z imienia, która między 1 marca 1226 a 28 lutego 1227 poślubiła Wasylka Romanowicza.